# Сюксюрьма
Сюксюрьма — река в России, протекает по Дубёнскому району Мордовии. Течёт преимущественно на восток. Устье реки находится в 3 км по правому берегу реки Покш-Сяльме. Длина реки составляет 10 км.
На реке стоит районный центр — посёлок Дубёнки. На западной границе посёлка река справа принимает приток Шлюдялатко.

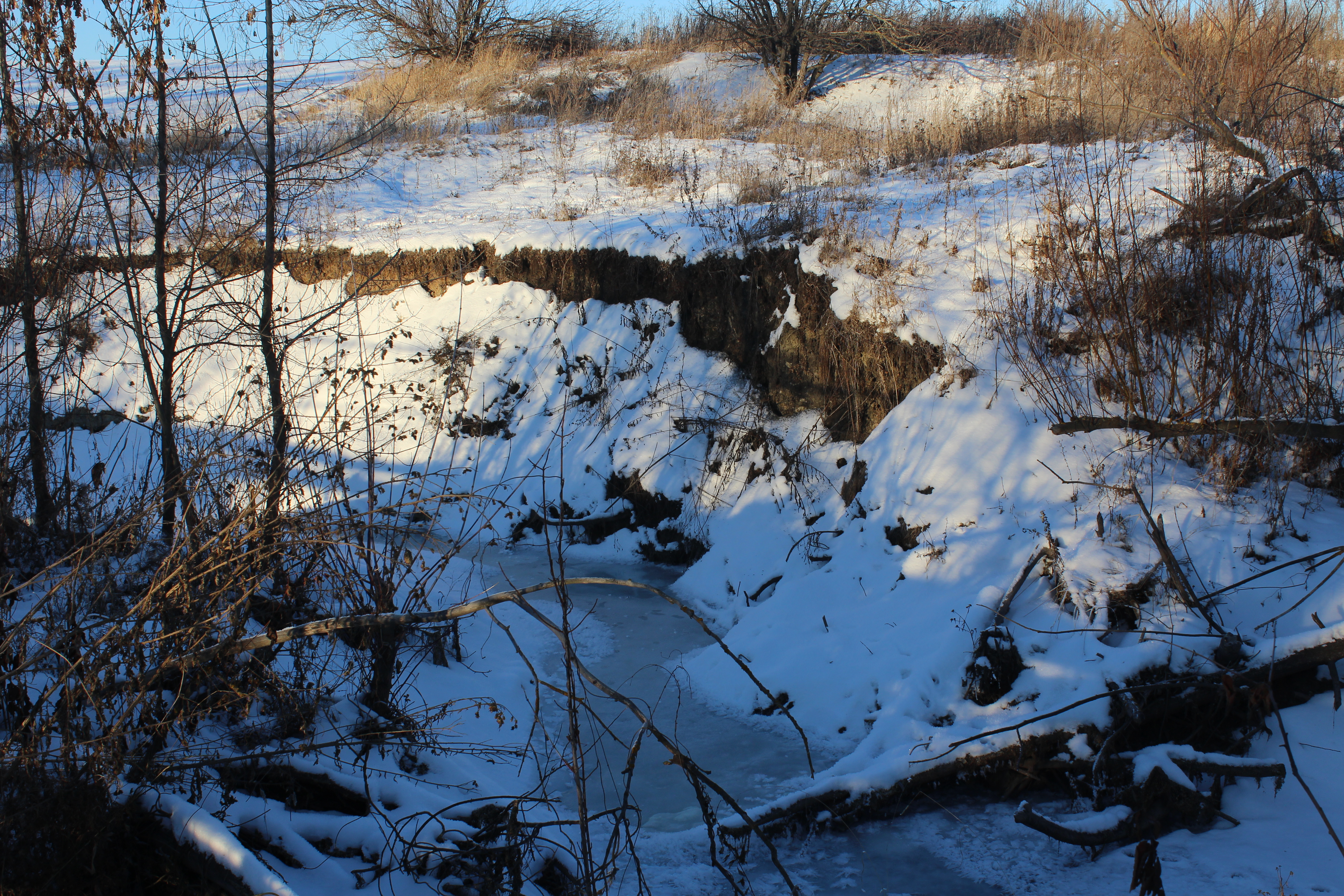
Река Сюксюрьма зимой. Дубёнки. Дубёнский район. Республика Мордовия.

## Данные водного реестра
По данным государственного водного реестра России относится к Верхневолжскому бассейновому округу, водохозяйственный участок реки — Сура от Сурского гидроузла и до устья реки Алатырь, речной подбассейн реки — Сура. Речной бассейн реки — (Верхняя) Волга до Куйбышевского водохранилища (без бассейна Оки).

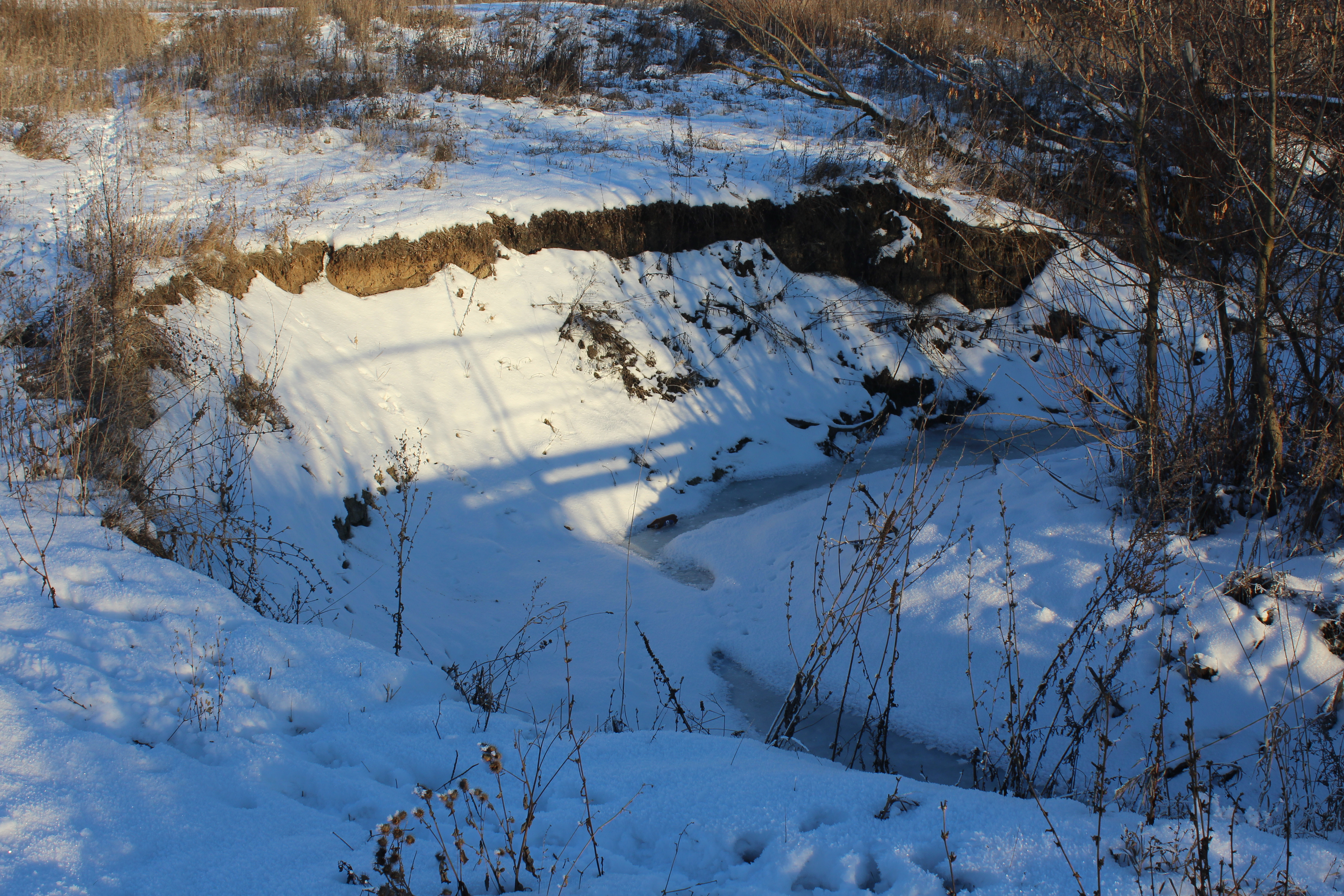
Берег замёрзшей реки Сюксюрьма. Дубёнки. Дубёнский район. Республика Мордовия.

Код объекта в государственном водном реестре — 08010500312110000036982.